# Volkswagen Passat (B4)
B3 Passat a fost puternic modernizat în 1993 și, în ciuda faptului că a fost numit B4, nu era un model complet nou, il putem numii mai mult un facelift. Restilizarea a dus la schimbarea fiecărui elemnt exterior al caroseriei, cu excepția plafonului și a șasiului, cea mai evidentă modificare exterioară fiind reintroducerea unei grile pentru a se potrivi cu stilul celorlalte modele Volkswagen din aceeași generație ale epocii, cum ar fi Golf 3, Jetta sau Transporter. Interiorul a fost ușor actualizat și a inclus echipamente de siguranță, cum ar fi airbag-uri frontale duble (atât pentru șofer cât și pentru pasager) și dispozitive de pretensionare a centurii de siguranță, deși designul de bază al tabloului de bord a rămas aproape neschimbat.  Sedanul B4 a fost înlocuit la sfârșitul anului 1996 cu noul B5 Passat insă producția a fost oprita undeva la jumătatea anului 1997.

## Motorizări
Mașina era disponibilă cu o gamă largă de motorizări, inclusiv un motor diesel cu injecție directă cu turbocompresor (TDI) - un 1.9 cu patru cilindri în linieturbodiesel . Capacitatea rezervorului de combustibil atât pentru motoarele diesel cat si cele pe benzină era specificată ca fiind de 70 litri însă o serie relativ mare ( în special modelele Variant ) a venit cu un rezervor mărit de aproximativ 110 litri, aceste mașini au fost foarte des folosite în Romănia pentru a se transporta motorină din tările vecine la un preț mult mai mic decat cel din țară, acest model fiind foarte populare in județele aflate la granița cu țările vecine.
| Motoare pe benzină     | Motoare pe benzină | Motoare pe benzină                 | Motoare pe benzină | Motoare pe benzină                               | Motoare pe benzină                      | Motoare pe benzină | Motoare pe benzină           |
| Configurația motorului | Cod motor          | Tipul motorului                    | Cilindree          | Putere                                           | Cuplu                                   | Ani                | Viteza maximăsimulată (km/h) |
| ---------------------- | ------------------ | ---------------------------------- | ------------------ | ------------------------------------------------ | --------------------------------------- | ------------------ | ---------------------------- |
| 1.6                    | AEK                | I4 SOHC 8V, injecție multi-punct   | 1595 cc            | 101 metric horsepower (74 kW; 100 CP) @5800 rpm  | 135 newton metrei (100 lb·ft) @4400 rpm | 1994–1995          | 186                          |
| 1.6                    | AFT                | I4 SOHC 8V, injecție multi-punct   | 1595 cc            | 101 metric horsepower (74 kW; 100 CP) @5800 rpm  | 140 newton metrei (100 lb·ft) @3500 rpm | 1995–1997          | 186                          |
| 1.8                    | AAM / ANN          | I4 SOHC 8V, injecție mono-punct    | 1781 cc            | 75 metric horsepower (55 kW; 74 CP) @5000 rpm    | 140 newton metrei (100 lb·ft) @2500 rpm | 1993–1997          | 169                          |
| 1.8                    | ABS / ADZ / ANP    | I4 SOHC 8V, injecție mono-punct    | 1781 cc            | 90 metric horsepower (66 kW; 89 CP) @5400 rpm    | 145 newton metrei (107 lb·ft) @2500 rpm | 1993–1997          | 178                          |
| 2.0                    | 2E / ADY / AGG     | I4 SOHC 8V, injecție multi-punct   | 1984 cc            | 115 metric horsepower (85 kW; 113 CP) @5400 rpm  | 166 newton metrei (122 lb·ft) @3200 rpm | 1993–1997          | 195                          |
| 2.0                    | ABF                | I4 DOHC 16V, injecție multi-punct  | 1984 cc            | 150 metric horsepower (110 kW; 148 CP) @6000 rpm | 180 newton metrei (130 lb·ft) @4800 rpm | 1993–1997          | 213                          |
| 2.8 VR6                | AAA                | VR6 SOHC 12V, injecție multi-punct | 2792 cc            | 174 metric horsepower (128 kW; 172 CP) @5800 rpm | 235 newton metrei (173 lb·ft) @4200 rpm | 1993–1997          | 224                          |
| 2.9 VR6                | ABV                | VR6 DOHC 12V, injecție multi-punct | 2861 cc            | 184 metric horsepower (135 kW; 181 CP) @5800 rpm | 245 newton metrei (181 lb·ft) @4200 rpm | 1994–1997          | 218                          |

| Motoare diesel         | Motoare diesel | Motoare diesel                                   | Motoare diesel | Motoare diesel                                  | Motoare diesel                          | Motoare diesel | Motoare diesel                |
| Configurația motorului | Cod motor      | Tipul motorului                                  | Cilindree      | Putere                                          | Cuplu                                   | Ani            | Viteza maxima simulată (km/h) |
| ---------------------- | -------------- | ------------------------------------------------ | -------------- | ----------------------------------------------- | --------------------------------------- | -------------- | ----------------------------- |
| 1,9 TD                 | AAZ            | I4 SOHC 8V, injecție indirectă și turbocompresor | 1896 cc        | 75 metric horsepower (55 kW; 74 CP) @4400 rpm   | 150 newton metrei (110 lb·ft) @2400 rpm | 1993–1996      | 165                           |
| 1.9 TDI                | 1Z / AHU       | I4 SOHC 8V, injecție directă cu turbocompresor   | 1896 cc        | 90 metric horsepower (66 kW; 89 CP) @4000 rpm   | 202 newton metrei (149 lb·ft) @1900 rpm | 1993–1997      | 178                           |
| 1.9 TDI                | AFN            | I4 SOHC 8V, injecție directă cu turbocompresor   | 1896 cc        | 110 metric horsepower (81 kW; 108 CP) @4150 rpm | 235 newton metrei (173 lb·ft) @1900 rpm | 1996–1997      | 193                           |